# Последняя битва (Хроники Нарнии)
«Последняя битва» (англ. The Last Battle) — последняя, седьмая книга в серии Клайва Стэйплза Льюиса «Хроники Нарнии». За эту книгу Льюис получил медаль Карнеги.

## Сюжет
Злобный и коварный обезьян Хитр находит в реке шкуру дикого льва. У него возникает мысль нарядить в эту шкуру своего приятеля ослика Лопуха, показать его нарнийцам в качестве Аслана, захватить власть и править от его имени. Страну с его подачи постепенно наполняют тархистанцы, которые вырубают говорящие деревья, порабощают и эксплуатируют жителей, причём делают это также от имени Аслана. Недобрые вести застают Тириана, последнего короля Нарнии, вдалеке от столицы. С ним рядом находятся единорог Алмаз и кентавр Руномудр, который лично прибыл предупредить короля об ужасных знамениях на небе. Тириан отправляет Руномудра в Кэр-Параваль за помощью, а сам вместе с Алмазом идёт в Фонарную пустошь. Когда Тириан является туда и вызывает Хитра на честный бой, тот от имени Аслана приказывает схватить его и привязать к дереву. Воля жителей Нарнии парализована упоминанием Льва, ведь они привыкли Его слушаться. Они кормят пленённого короля и ухаживают за ним, но освободить боятся. Понимая, что собственными силами он не сможет спасти страну и себя, Тириан мысленно взывает к друзьям Нарнии, которые в прошлом многократно приходили в его страну вместе с Асланом и по Его воле. Затем он погружается в забытьё и во сне встречается с теми самыми людьми. Он вновь просит их о помощи и просыпается.
Когда Тириан просыпается, его освобождают Юстэс и Джил. Они прибыли сюда из Англии, но сами не понимают, как. Хотя сон приснился Тириану только что, в Англии с этого момента прошла неделя. Тогда они собрались вместе с остальными друзьями Нарнии: профессором Кёрком, леди Полли Пламмер, Питером, Эдмундом и Люси. Единственным способом перемещаться между мирами по своему желанию являются волшебные кольца, которые профессор и леди Полли в детстве закопали в саду его лондонского дома. Так как дом впоследствии был продан, Питер и Эдмунд под видом рабочих отправились туда и тайно достали кольца. Лишь Юстэс и Джил могли воспользоваться ими, так как они ещё не выросли. Им надо было ехать в школу, а все остальные их сопровождали, и Питер с Эдмундом собирались передать им кольца по дороге. Вдруг что-то произошло, и Юстэса и Джил перебросило прямо из поезда в нарнийский лес безо всяких колец.
Найдя временное убежище в башне с военными запасами, все трое маскируются под тархистанских воинов и вечером проникают в хлев, где якобы находится Аслан. Там они находят Алмаза и Лопуха, освобождают их и уводят с собой. Лопух совсем не такой, как Хитр, а честный, добрый и только лишь чересчур наивный. По дороге король и его спутники встречают захваченных тархистанцами гномов и спасают их от рабства, но гномы, пережив обман, не верят Тириану. Лишь один гном по имени Поггин присоединяется к ним. Затем путешественники проводят ночь в той же башне и наутро наблюдают ужасное видение: невдалеке от них в Нарнию проскальзывает человекоподобное многорукое чудовище с птичьей головой — богиня Таш, которую неосознанно призвали в Нарнию Хитр и его сподручные. Теперь друзья отправляются навстречу армии Руномудра. План состоит в том, чтобы при поддержке верных воинов показать нарнийцам лже-Аслана, лишить Хитра власти и обезвредить тархистанцев. Вскоре появляется орёл Дальнозор и сообщает, что обезьян давно состоит в тайных сношениях с правителем Тархистана, и сейчас Кэр-Параваль захвачен с моря, его армия разбита, а Руномудр мёртв.
С появлением в Нарнии Таш Тириан считает борьбу безнадёжной и предвидит последнюю битву с кровавым исходом для себя и других. Он пытается отправить детей назад, однако они не хотят и не могут. В наступившей ночной тьме они незаметно возвращаются к злополучному хлеву, где в это время проходит очередное сборище. Тархистанцы, главным среди которых является Ришда-тархан, теперь полностью контролируют Хитра и через него внушают всем, что Аслан и Таш, по сути, одно и то же, и называть это существо следует «Ташлан». В хлеве уже нет Лопуха, но не знающих об этом нарнийцев пугают, что там всё же кто-то есть. Звери хотят увидеть Льва, однако, по словам Хитра, «Ташлан» сердит и давно не ел с тех пор, как проглотил нарнийского короля. Если любой из них желает встречи со Львом, то должен войти в хлев один. Кот по имени Рыжий, взятый тархистанцами в долю, лицемерно играет смелость и заходит в хлев, но выбегает оттуда настолько напуганным, что разучивается говорить. Затем молодой тархистанец Эмет вызывается войти и, несмотря на протесты, выполняет своё желание, а Ришда-тархан лжёт всем о его гибели, когда наружу вываливается мёртвое тело. Он догадывается, как и его сторонники, что в хлеве действительно появилось нечто могущественное, что не подвластно им. Тириан открыто вызывает тархистанцев на бой, вдохновляя и нарнийцев. Но коварство Хитра принесло свои плоды, и теперь мало кто из жителей Нарнии решается им помочь, в то время как к тархистанцам идёт подкрепление. Кроме того, освобождённые ранее гномы предают Тириана и стреляют в говорящих коней, скачущих им на выручку. Тириану удаётся забросить в хлев Хитра, но друзей самих теснят и заталкивают в хлев. Наконец, внутри оказывается и Тириан, схвативший заодно Ришду-тархана. И его, и Хитра поедает Таш, которая там неожиданно для всех появилась, призванная всё время упоминающим её Ришдой, и после исчезает.
Рядом с Тирианом появляются Джил, Юстэс и остальные прежние спасители Нарнии в лучших одеждах. Среди них Тириан ощущает себя по-новому и видит, что тоже хорошо одет. И только Сьюзен сейчас не возвращается в Нарнию: она перестала в неё верить и перестала быть её другом, потому что захотела вырасти. Теперь, как говорит Люси, она «интересуется лишь нейлоновыми чулками, помадой и приглашениями». Леди Полли же думает, что Сьюзен не выросла по-настоящему: она всю школу мечтала «как можно скорее достичь самого глупого возраста» и теперь всю оставшуюся жизнь будет пытаться не выходить из этого возраста. Взрослые рассказывают, как попали сюда в тот же момент из Англии, когда сюда попали и Джил с Юстэсом, но они вдвоём пережили эти дни в Нарнии, а остальные оказались здесь, внутри хлева, примерно во время начавшегося сборища снаружи. Питер и Эдмунд добавляют, что этим же поездом, только по своим делам ехали их родители. Хлев на самом деле выглядит как райский сад, и к прежнему ночному месту битвы ведёт дверь, как будто в никуда. По их словам, здесь стоял тархистанский страж, не замечавший красоты вокруг, который, по-видимому, должен был убивать противников лжи о «Ташлане» и оставлять невредимыми лжецов. Он был убит и выставлен за дверь Эметом, а он сам ушёл куда-то искать Таш. Далее им встречаются гномы, которых тархистанцы забросили в хлев раньше. Ослеплённые собственным неверием, гордыней и злобой, они ничего не видят вокруг себя. Тут сам Аслан является собравшимся, приветствует их и открывает ту самую дверь. Время и пространство изменяются. Сквозь выросший проход друзья наблюдают гибель всего, что остаётся в Нарнии. Мимо них проходят все живые существа, которые когда-либо жили здесь, причём добрые идут в дверь, а злые пробегают в сторону, оставаясь и умирая тут. Мир Нарнии за дверью погибает полностью, и дверь окончательно закрывается. Аслан скачет вперёд, призывая их двигаться «дальше вверх и дальше вглубь». Друзья встречают Эмета, и он рассказывает им, как здесь искренне искал Таш и стремился поклониться ей, но Аслан объяснил, что на самом деле он служил Ему, живя благочестивой жизнью с добрыми намерениями. Идя вслед за Львом, они попадают в ещё более прекрасное место, чем то, в которое превратился хлев. Это «настоящая Нарния». Тут дети вначале встречают своих друзей из глубокого прошлого, а потом и собственных родителей, попавших, соответственно, в «настоящую Англию» (все настоящие страны — здесь, в стране Аслана). Друзья боятся, что Аслан вернёт их в наш мир, но выясняется, что там они погибли в железнодорожной катастрофе и могут остаться здесь навсегда. Говоря об этом, Аслан изменяет свой образ и предстаёт перед ними уже не Львом (очевидно, он принимает облик Христа). Этим заканчивается весь сказочный цикл К.С. Льюиса.
Что же касается Сьюзен, то её дальнейшая судьба после гибели братьев, сестры и родителей остаётся неизвестной. В письме мальчику Мартину Льюис пишет: 

В книге не говорится, что будет со Сьюзен. Она осталась живой в нашем мире, успев превратиться в довольно глупую, самовлюблённую девушку. Однако у неё достаточно времени, чтобы исправиться, и, может быть, она в конце концов попадёт-таки в страну Аслана — своим путём. Думаю, даже после всего, что она видела и слышала в Нарнии, она вполне могла с возрастом уверить себя, что всё это «чепуха».
Также остаётся неизвестной и судьба волшебных колец.

## Персонажи
- Осёл Лопух
- Обезьян Хитр
- Тириан — последний король Нарнии (из повествования следует, что персонаж предыдущей книги Рилиан — прадед его прадеда)
- Алмаз — белый единорог, ближайший друг Тириана. Наличие этого персонажа здесь глубоко символично: издревле единорог символизирует целомудрие, «в сочинениях христианских писателей это легендарное существо упоминалось как символ Благовещенья и Боговоплощения. В средние века единорог выступал эмблемой Девы Марии», обозначал силу Божию и смирение Христа Спасителя. Также единорог — геральдический символ осторожности, осмотрительности, благоразумия, чистоты, непорочности, строгости, суровости.(См. Единорог) Изображение единорога в золотой узде входит в королевский герб Великобритании.
- Руномудр — кентавр, мудрец, предсказатель и звездочёт, союзник короля Тириана. Погиб в неравном бою с тархистанцами у стен Кэр-Параваля.
- Дальнозор — говорящий орел, союзник короля Тириана, участник Последней битвы.
- Юстэс — мальчик из нашего мира, попавший в Нарнию, чтобы помочь Тириану.
- Джил — девочка из нашего мира, попавшая в Нарнию, чтобы помочь Тириану.
- Таш — злая богиня Тархистана.
- Ришда-тархан — предводитель захватнических сил тархистанцев, противник короля в Последней битве.
- Эмет — молодой тархистанский аристократ, искренне стремящийся поклониться Таш и ради этого вошедший в Хлев. В семитских языках «эмет» означает «верный».
- Гном Поггин — единственный из гномов, оставшийся верным королю Тириану, участник Последней битвы.
- Медведь, кабан, говорящие псы — союзники короля, герои и участники Последней битвы.
- Аслан — Великий Лев.
- Рипичип — отважный говорящий Мыш, в конце книги встречающий Аслана.
- кот Рыжий — советник Хитра.

## Места
- Награхан — город, находящийся при соляных копях. В городе живут рабочие на копях, чаще всего пленные. Туда вели гномов в рабство тархистанцы.